# 세인트헬레나의 기

세인트헬레나의 기 비율 1:2

세인트헬레나의 기는 1984년 10월 4일에 제정되었다.
파란색 바탕에 왼쪽 상단에는 영국의 국기가 그려져 있으며, 오른쪽에는 세인트헬레나의 문장이 그려져 있다.
세인트헬레나를 구성하는 각 섬들은 자체적인 기를 가지고 있지 않고 있다. 다만 트리스탄다쿠냐 제도와 어센션섬은 각각 별도의 기를 가지고 있다.

## 여러 가지 기

총독기
1874년부터 1984년까지 사용된 기

## 같이 보기
- 트리스탄다쿠냐 제도의 기
- 어센션섬의 기